# 10 Pułk Dragonów (Cesarstwo Niemieckie)
10 pułk dragonów  im. Króla Saksonii Alberta (Wschodniopruski) (niem. Dragoner-Regiment „König Albert von Sachsen“ (Ostpreußisches) Nr. 10)  – pułk kawalerii niemieckiej okresu Cesarstwa Niemieckiego.

## Charakterystyka
Pułk został sformowany 27 września 1866. Stacjonował w Olsztynie . Wchodził w skład XX Korpusu Armijnego .

 Wiosną 1914 był w strukturze 37 Brygady Kawalerii z 37 Dywizji Piechoty.
W wyniku mobilizacji, w sierpniu 1914 pułk osiągnął gotowość bojową i w składzie 41 Dywizji Piechoty z XX Korpusu Armijnego został wysłany na front wschodni.